# Aechmea caudata
Aechmea caudata är en gräsväxtart som beskrevs av Carl Lindman. Aechmea caudata ingår i släktet Aechmea och familjen Bromeliaceae. Inga underarter finns listade i Catalogue of Life.

## Bildgalleri

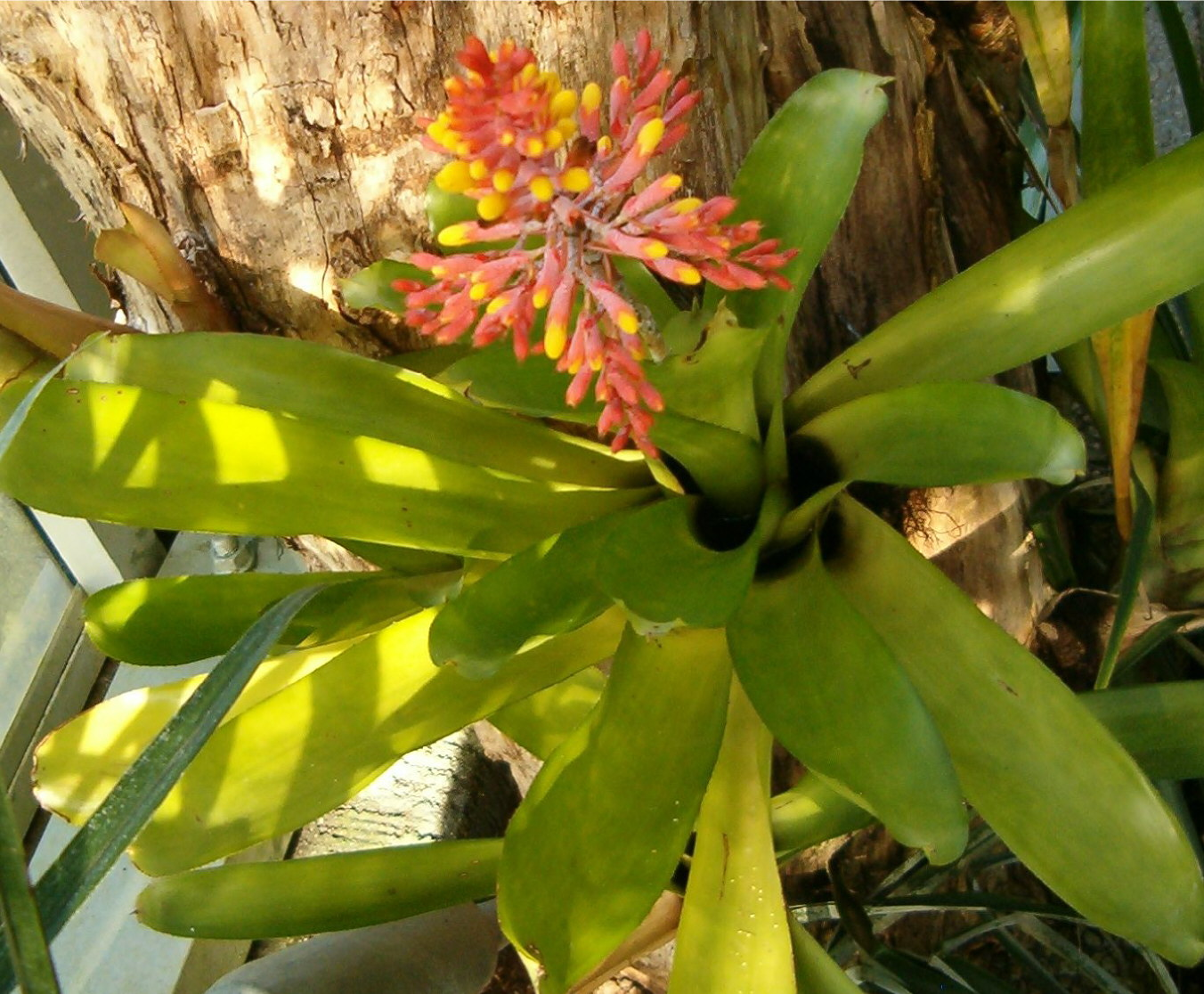
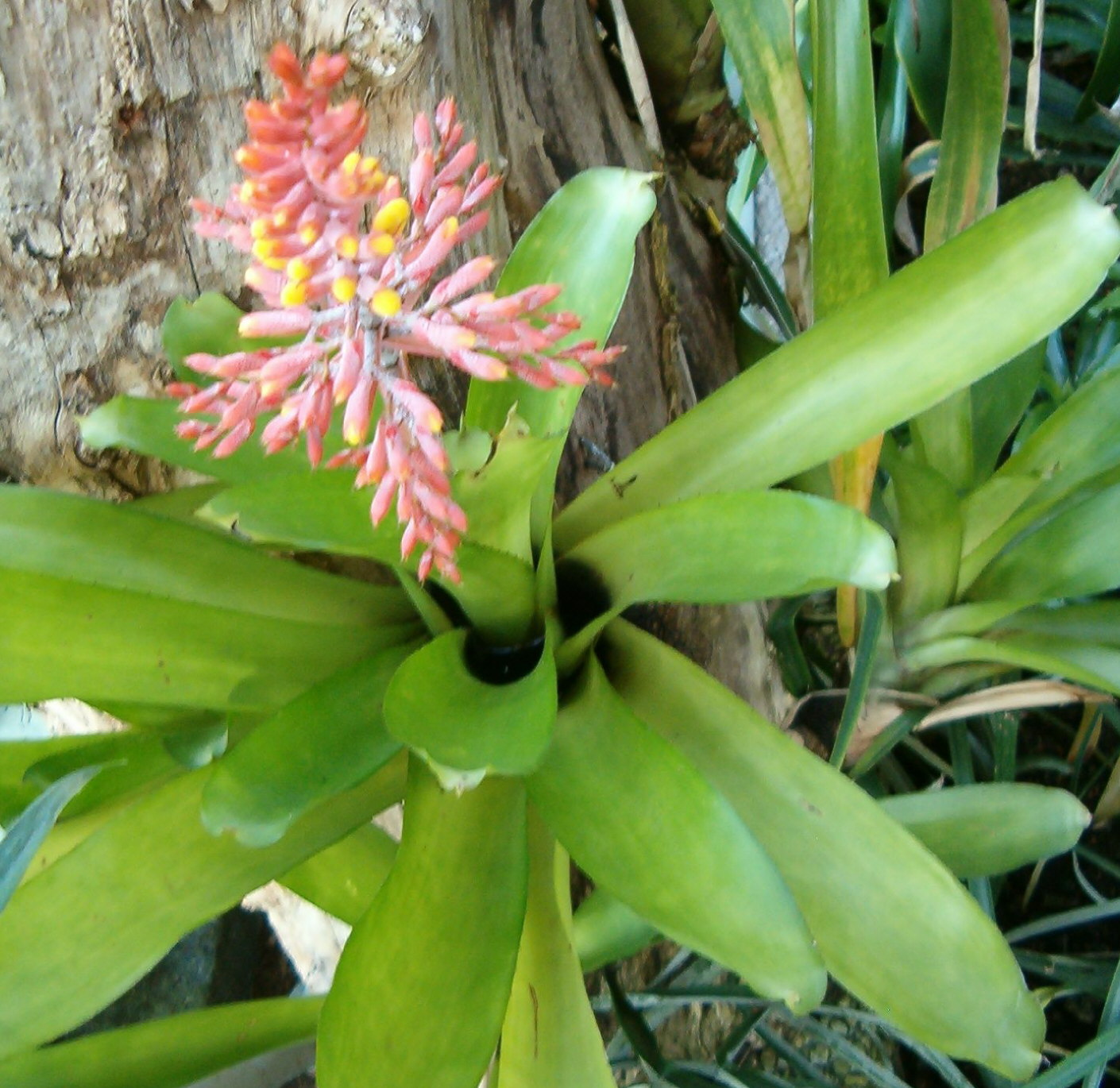
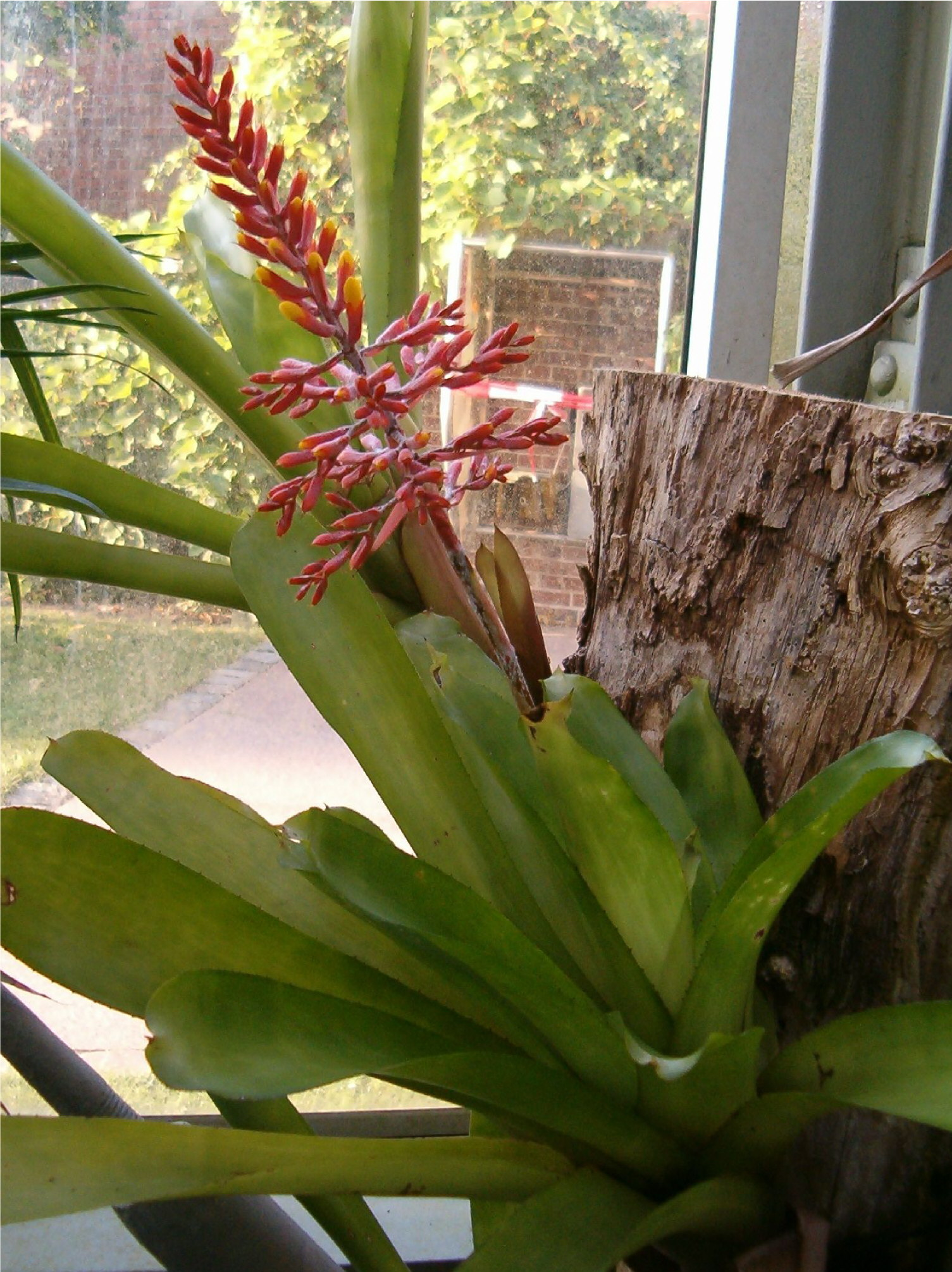
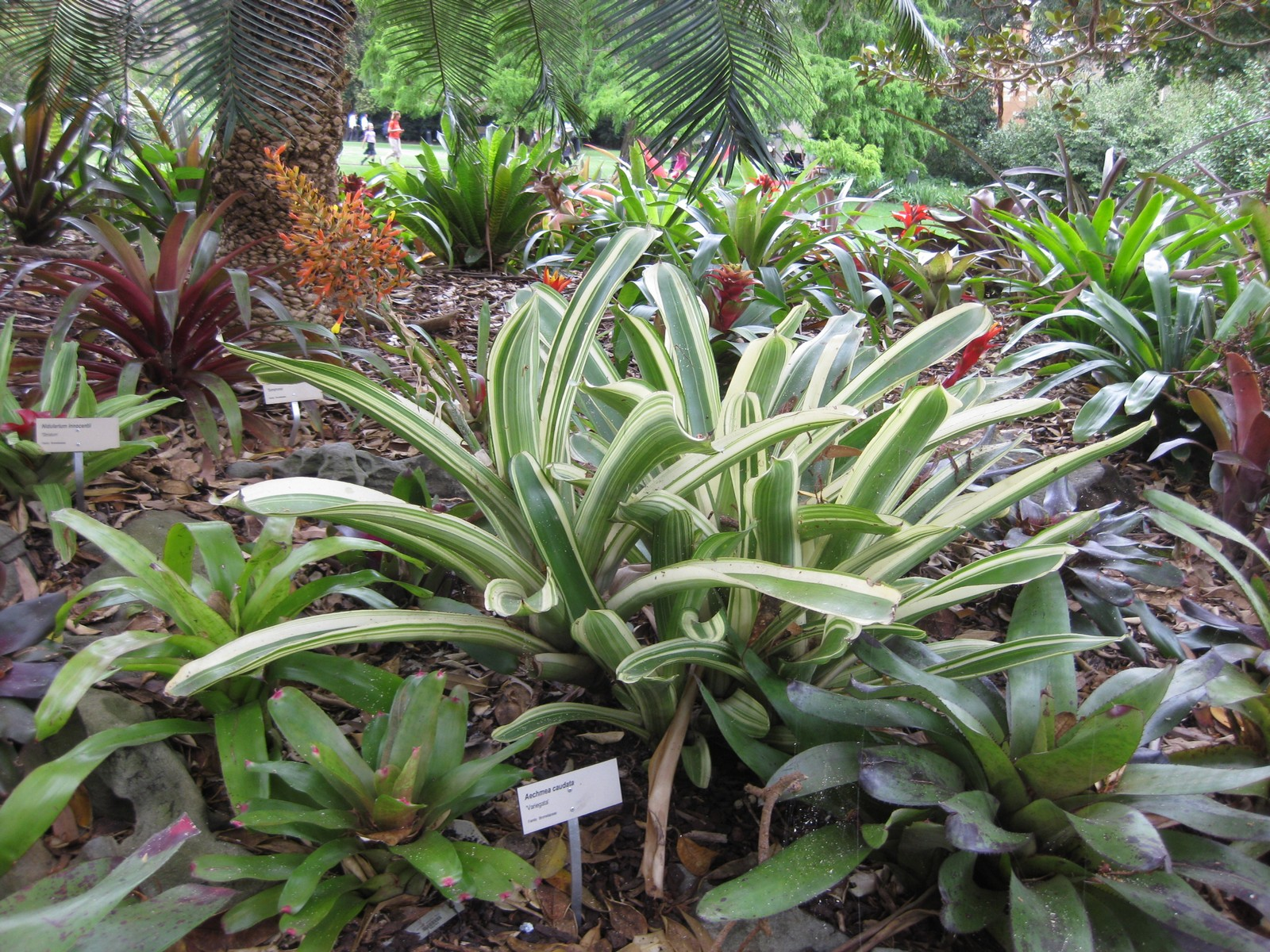
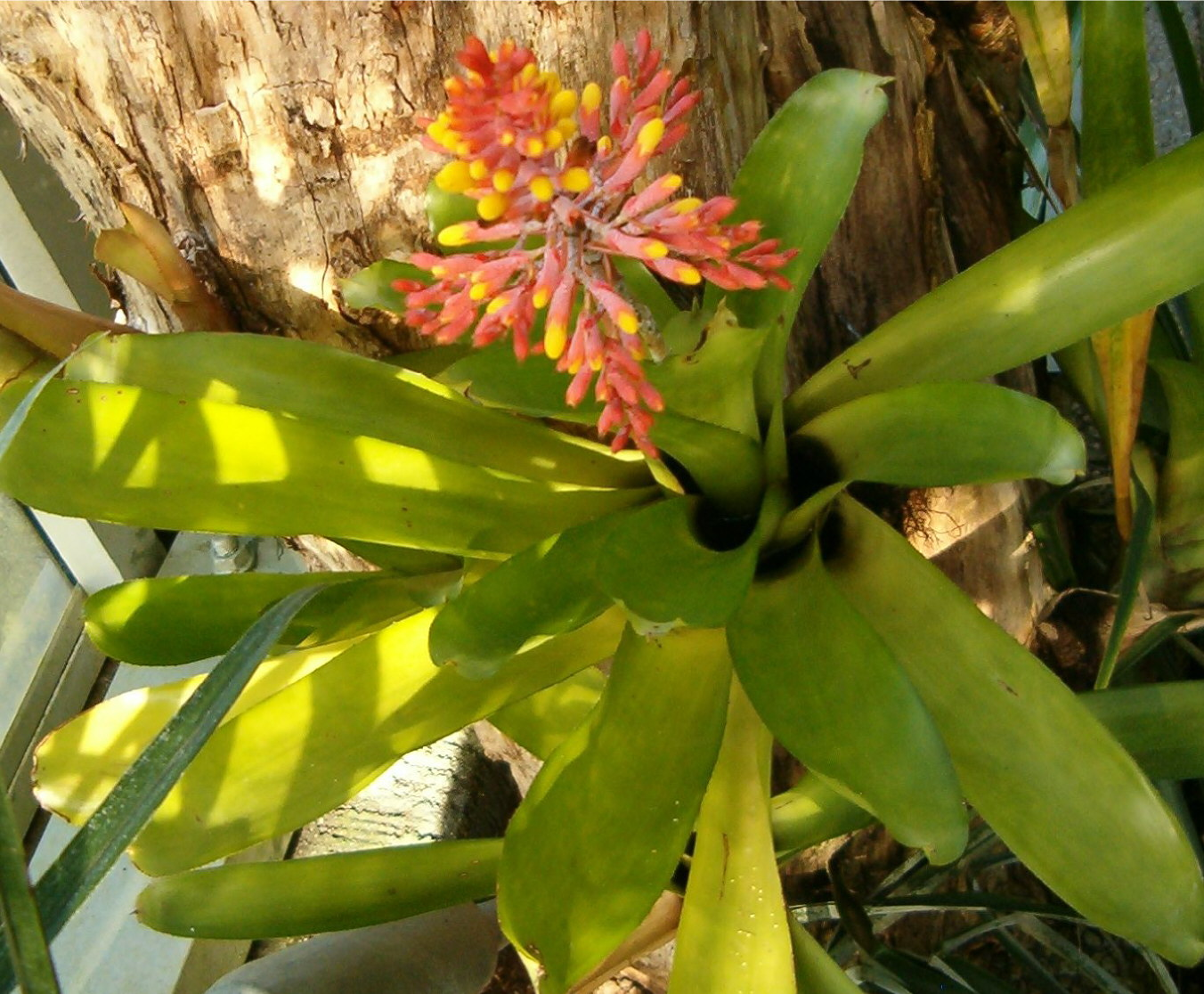